# Старообрядческая община Екабпилса
Старообрядческая община Екабпилса (Якобштадта) — одна из старейших старообрядческих общин на территории Латвии, созданная на базе коренного русского населения в XVII веке, единственная градообразующая старообрядческая община Курляндского герцогства и самая крупная в Курляндской губернии.

## Предпосылки создания
Русское поселение вокруг Салаской корчмы на левом берегу Двины выше бывшего православного Кукенойсского княжества было известно уже в середине XVI века. Оно находилось напротив Кройцбурга и было известно как Гельмгольфская слобода. Её населяли торговцы и корабельщики, обслуживавшие ответвление водного пути «из варяг в греки» — из России в Европу через Ригу. В этом месте на реке начинался 50-километровый участок с порогами, через который невозможно было провести суда даже по большой воде, поэтому у пристани в слободе товары выгружались на подводы и отправлялись до Фридрихштадта, где снова размещались на суда и сплавлялись вниз по течению.
В начале церковного Раскола после реформы патриарха Никона в Слободу хлынули люди, не принявшие её. Приём старообрядцев их единокровниками не противоречил законам Польши, вассалом которой была Курляндия. Тем более, что в середине XVII века нынешние восточные территории Латвии (Латгалия, входившая с 1581 г. в состав Речи Посполитой, и вассальное ей же Курляндское герцогство), обезлюдели в результате польско-шведских войн и эпидемии чумы, с 1657 по 1661 гг. свирепствовавшей в Курляндии. Это побудило польского короля Яна Собеского в интересах землевладельцев, заинтересованных в притоке работников, издать указ «О свободном жительстве раскольников в польских пределах…».

## Образование города Якобштадта
В феврале 1670 года русские жители Слободы при посещении этого порта Курляндского герцогства его владетелем Якобом фон Кетлером били ему челом о даровании населённому пункту статуса города. В изданной Фундушной грамоте герцога указывалось, что полноправными жителями нового города, названного Якобштадтом в честь давшего ему городские права герцога, могут быть только русские: «…so geben und gönnen Wir der guten gemeine die von Reussischen Nation eincig und alleine». Из их среды должны были избираться должностные лица, горожанам разрешалось исповедовать свою религию, строить храмы и школы («daher sie auch ihre Priester und Schuhldiener mit Auferbunning einer Kirche un Schulen ihrer Religion auf ihre Unkosten zu bestellen…»)
Якобштадту было дано самоуправление на основе Магдебургского права и приписаны большие земельные угодья: вдоль Двины шириной около 3 км, а длиной к югу от реки — около 10 км. Эти границы города сохранялись до конца 1940-х годов.
Данное герцогом русским жителям право самоуправления после его смерти было отменено. Поскольку гонения на староверов продолжались, в Якобштадт продолжали прибывать новые беженцы, которым вскоре не стало хватать земли и они начали селиться за городом, в конце «шнуров» (наделов пахотной земли, отведенных горожанам), где находилось большое болото и брод через него. Таким образом возникла деревня Броды, жители которой до 1940-х годов относились к городу.
К концу XVIII века староверы уступили главные улицы города — Большую (Бривибас) и Почтовую торговцам, немецко-польскому патрициату и чиновникам, а сами переселились на третью большую улицу — Песочную (ныне А.Пормаля).

## В Российской империи
В 1795 году Курляндское герцогство вошло в состав Российской империи, что вскоре повлекло за собой изменение статуса древлеправославного населения. Его представителям было запрещено занимать государственные и общественные должности, список доступных им работ был ограничен самыми низшими, «чёрными» работами. Была запрещена регистрация детей, иногда их считали незаконными и ограничивали их наследственные права.
Якобштадт все чаще упоминается в официальных делах по делам о розыске беглых крепостных, рекрутов и солдат. Местные староверы предоставляли беглецам кров, помогали выправлять паспорта. Доходило и до курьёзных случаев: так, когда в 1797 году из расквартированного в Кройцбурге Киевского кирасирского полка несколько рекрутов сбежали в вольный город Якобштадт, бургомистры города даже не приняли жалобу от командира полка, сославшись, что в магистрате никто не знает русского языка.
В 1799 году владелец имения Эссерн пожаловался на то, что якобштадтские староверы Захар Матвеев, Никита Гаврилов и Алексей Иванов, нанявшись к нему рабочими, сманили 27 его крепостных крестьян «в раскол и к бегству». За это виновные были наказаны кнутом и тюремным заключением.
Поскольку в Лифляндской и Курляндской губерниях крепостное право было отменено в 1815—1817 годах, а в пограничных губерниях оно сохранялось ещё 40 лет, бегство крестьян в Якобштадт под защиту старообрядческой общины не прекращалось всё это время.
27 мая 1818 года епископ псковский известил Рижского военного губернатора о дерзости якобштадтских староверов, которые, «основав деревянную часовню с главой и при ней колокольню с тремя колоколами, производят безвременно как дневной, так и полунощный звон». Начальство долго разбиралось и спустя год распорядилось главу с моленной снять и звонов не производить.

### Демографический портрет
В 1818 году из Якобштадта в польские Ошмяны Виленской губернии выехало почти 60 семей (175 душ мужского пола, а в общей сложности более 300 человек) во главе с Агафоном Колосовым, Филиппом Хохловым и Матвеев Девятниковым. Возможно, это были последователи старца Филиппа Васильева (1674—1742), основавшего радикальное течение беспоповства, не приемлющих брака и отказывавшихся молиться за царя. Прочие староверы-беспоповцы, не дождавшись «конца света», признали законность брака, благословлённого наставником и родителями. Был разработан брачный Канон, применяющийся до наших дней.
После исхода филипповцев в Якобштадте в 1821 году было учтено 148 душ староверов, через 15 лет их число удвоилось, достигнув 299. Посемейные списки староверов показывали, что в каждой семье было не менее трёх и до семи детей. Брачные связи поддерживались с Ригой, Митавой, Субате, Режицей, Ново-Александровском.
Большинство староверов Якобштадта принадлежало к мещанскому сословию, купцов было гораздо меньше, чем в Риге и Митаве. Губернские чиновники так характеризовали этих людей: «Большая часть раскольников отличается трудолюбием, добропорядочностью, приветливостью… Вотчинники охотно отдают крестьянские усадьбы в личное содержание раскольникам. Они предпочитают их перед другими… по трудолюбию и сметливости». Говорится также о том, что перед кончиной отцы берут с сыновей обет не изменять древлеправославию, а дети староверов обучаются «дома от отцов, или у наставников, или у какой-либо бабки». В государственные русские школы и училища детей староверов принимали только при условии соблюдения официальных церковных обетов, что противоречило заветам предков, и приводило к отставанию образовательного уровня староверов от других русских жителей страны.

### Территория
В XIX веке Якобштадтская старообрядческая община была самой крупной в Курляндской губернии и включала в себя, помимо самого города, Фридрихштадт, мызу Нерета, Альт Серен, Альт Саукен и Бушгофское лесничество. По переписи 1859 года в Якобштадте числилось более 300 взрослых старообрядцев, тогда как община господствующей синодальной церкви была всего на несколько десятков человек больше, а в иные годы и меньше.

### Попытки искоренения
В конце 1840-х годов в Свято-Духовскую церковь Якобштадта был прислан молодой священник отец Николай, задавшийся целью «искоренить раскол» в городе. Сначала он добился устранения 70-летнего наставника Ивана Васильевича Рыбникова, уроженца Режицы (то есть Витебской губернии), которому за переезд в другую губернию грозило тюремное заключение за «распространение раскола». Затем отец Николай взялся за ликвидацию моленной, находившейся в центре города и построенной ещё до присоединения Курляндии к России на подаренном семьёй Бобогаевых участке земли. Здание длиной 12,6 м имело колокольню, а по законам империи до 1905 года старообрядческие моленные не должны были иметь признаков церкви. По настоянию заявителя моленная была запечатана магистратом как ветхая 28 ноября 1847 года, однако имущество и богослужебные книги староверы разобрали по домам. В марте 1851 года пустое здание было разобрано, земельный участок сначала был передан в Свято-Духовский приход, а потом, после долгой переписки, — городу. Однако старообрядцы стойко держались за свои устои и на призывы синодальной церкви перейти в её лоно неизменно отвечали отказом.

### Разрешение общины
В правление Александра II староверам были предоставлены некоторые гражданские права, а в черновых записках общины появилась информация о её разрешении в 1862 году.
Только на Покров 1878 года у общины появилась первая после запрета частная моленная в частном доме Егора Матвеевича Китова, на углу Выгонной и Новой улиц. В этом помещении было очень тесно, однако, поскольку община не являлась юридическим лицом и не имела права на недвижимость, Егор Матвеевич решил  расширить существующий дом, сделав соответствующее заявление властям в 1883 году.  Землю под домом он подарил общине, а затем большей частью на его пожертвования была возведена новая моленная. Вклад Китова в это дело был впоследствии оценён в 10 тысяч рублей. Его примеру последовали его родственники Китовы, а также Соловьёвы, Перевозчиковы, Лебедевы, Девятниковы, Беловы. Лес для моленной заготовили бродовские мужики. Для трехъярусного иконостаса (в 2012 году признанного памятником культуры) были заказаны уникальные иконы. Строительство было завершено в 1889 году.
В 1884 году староверы впервые подали прошение о возвращении отнятого у них недвижимого имущества на месте прежней моленной, его подписали 31 взрослый представитель общины. Однако в тот раз власти ответили отказом. Неравноправие приверженцев древлеправославия сохранялось: колокольню на моленной ставить не разрешали, метрические книги вести тоже было не дозволено, так что акты гражданского состояния они регистрировали у полицейского надзирателя. В 10 учебных заведениях города отсутствовали древлеправославные законоучителя. Тем не менее в среде якобштадских староверов стали появляться образованные люди.

## Раскопки
Материальные свидетельства о коренном населении Екабпилса в XVII—XVIII веках были получены в 2011 году в ходе раскопок, которые провели археологи Витолдс Муйжниекс и Аустра Энгизере на месте первой рыночной площади и первого кладбища, в районе нынешней улицы Бривибас, возле Свято-Духова монастыря. Были найдены монеты, древлеправославные нательные кресты, фрагменты полихромной керамики, ранее в Латвии не встречавшейся. После подведения итогов исследования останки первопоселенцев Екабпилса были торжественно перезахоронены в центре существующего старообрядческого кладбища, а в октябре 2012 года на народные пожертвования и при финансовой помощи самоуправления на этой могиле был установлен памятный крест.